# Самсонов, Фёдор Александрович
Фёдор Александрович Самсонов (1901—1980) — советский военачальник, генерал-полковник артиллерии (18.11.1944), действительный член Академии артиллерийских наук (20.09.1946).

## Биография
Родился 21 ноября 1901 года в с. Зеленовка, ныне Новостуденского сельсовета Сердобского района Пензенской области.
Окончил двухгодичные курсы педагогов при Высшем начальном училище г. Петровск Саратовской губернии. С апреля 1918 года — счетовод, помощник бухгалтера союза потребительских обществ в городе Петровске Саратовской губернии. С декабря 1918 года — учитель начальных классов в школах деревни Александрово, села Вязьмино, деревни Камышинка ныне Петровского района Саратовской области.
В РККА с февраля 1920 года — красноармеец 6-го батальона 2-й отдельной бригады войск Донской области. В апреле-сентябре 1920 года — школьный работник бригадной школы телефонистов и переписчиков 2-й отдельной бригады войск Донского военного округа. В сентябре-ноябре 1920 года — школьный работник 1-го запасного полка 2-й бригады Северо-Кавказского округа. С ноября 1920 года — школьный работник 3-го запасного полка 1-й отдельной бригады Кавказского фронта. С марта 1921 года — школьный инструктор и заведующий школьной секцией полка по охране топлива Донбасса. В июне 1921 года уволен в долгосрочный отпуск по болезни.
С ноября 1921 года по январь 1922 года — студент рабфака при Саратовском политехническом институте. Член ВКП(б) с 1921 года. С февраля 1922 года — заведующий школьной секцией, с июня 1922 года — заведующий школой 237-го Минского стрелкового полка 27-й Омской стрелковой дивизии Западного фронта. С июля 1923 года -начальник школьно-курсового отделения политотдела 27-й стрелковой дивизии. С января 1924 года — помощник военного комиссара артиллерии, с июля 1924 года — военный комиссар 27-й стрелковой дивизии. С января 1925 года — военком 21-й транспортной роты 26-й отдельной кадровой транспортной роты Белорусского военного округа. С октября 1925 года — военком 2-го тяжелого артиллерийского полка артиллерии особого назначения Белорусского военного округа. С августа 1926 года — помощник командира 111-го артиллерийского полка по политической части 2-й артиллерийской дивизии Ленинградского военного округа.
С января 1927 года — начальник политического секретариата Управления территориального округа Мурманской губернии. С августа 1927 года — помощник начальника 1-го отдела Артиллерийского управления РККА. С апреля 1928 года — помощник военкома 13-го корпусного артиллерийского полка Приволжского военного округа. С сентября 1929 года — временно исполняющий должность начальника Приволжского окружного артиллерийского полигона. С февраля 1930 года — начальник штаба 106-го артиллерийского полка Артиллерии резерва Главного командования, Приволжского военного округа. С апреля 1931 года — командир и военком артиллерийского полка 61-й стрелковой дивизии Приволжского военного округа. В 1934 году окончил заочное отделение Военной академии им. М. В. Фрунзе. С января 1937 года — помощник начальника 1-го Киевского артиллерийского училища им. П. П. Лебедева по учебно-строевой части. С ноября 1937 года — начальник Ростовского артиллерийского училища.
С октября 1940 года — слушатель Академии Генерального штаба РККА. С июля 1941 года — офицер направления Оперативного управления Генерального штаба. С августа 1941 года — начальник штаба артиллерии Брянского фронта. С ноября 1941 года — начальник артиллерии 28-й армии. С декабря 1941 года — начальник штаба Главного управления (командующего) артиллерии Красной армии. С сентября 1943 года — начальник штаба Артиллерии Красной армии.
С апреля 1946 года по март 1948 года — начальник кафедры артиллерии Высшей военной академии им. К. Е. Ворошилова. В июле 1947 г. — декабре 1950 г. -академик-секретарь 1-го отделения (боевого применения артиллерии) Академии артиллерийских наук (в июле 1947 г. — марте 1948 г. по совместительству). В декабре 1950 г. — июле 1953 г. — член Президиума Академии артиллерийских наук. С июля 1953 г. — ответственный редактор по изданию многотомного труда «Артиллерия и артиллерийское снабжение в Великой Отечественной войне». В апреле 1964 г. уволен в отставку.
Советский артиллерийский полководец и ученый. Много занимался теоретическим исследованием роли советской артиллерии в Великой Отечественной войне, опубликовал ряд статей в «Артиллерийском журнале», журнале «Военная мысль». В 1946 г. вышла его книга «Артиллерийское наступление».
Умер 1 января 1980 года в Москве. Похоронен на Кунцевском кладбище в Москве.

## Воинские звания
- генерал-майор артиллерии (27.12.1941)
- генерал-лейтенант артиллерии (07.06.1943)
- генерал-полковник артиллерии (18.11.1944)

## Награды
СССР
- ордена Ленина (30.04.1945)
- три ордена Красного Знамени (02.06.1942, 03.11.1944, 15.11.1950)
- орден Суворова I степени (17.11.1945)
- орден Кутузова I степени (18.11.1944)
- орден Суворова II степени (04.10.1943)
- орден Отечественной войны I степени (16.05.1944)
- орден Красной Звезды (01.12.1961)
- медали СССР

Других стран
- орден «Крест Грюнвальда» II степени (21.05.1946, Польша)[5]